# Carles Manuel I de Savoia

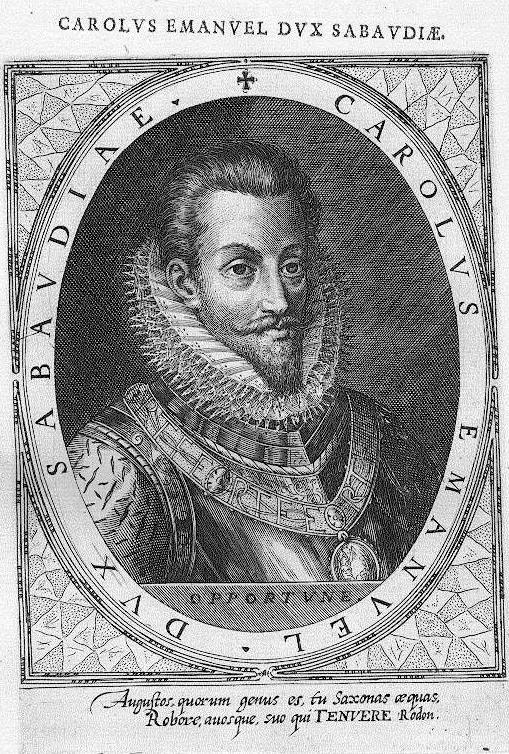
Imatge de Carles Manuel I de Savoia.

Carles Manuel I de Savoia, anomenat el Gran, (Rivoli, Savoia 1562 - Savigliano 1630) fou duc de Savoia entre 1580 i 1630.

## Orígens familiars
Va néixer el 12 de gener de 1562 al castell de Rivoli, població que en aquells moments formava part del Ducat de Savoia i que avui en dia forma part de la província italiana de Torí, sent l'únic fill del duc Manuel Filibert de Savoia i de Margarida de Valois. Era net per línia paterna del també duc Carles III de Savoia i Beatriu de Portugal i d'Aragó, i per línia materna del rei Francesc I de França i Clàudia de França.

## Ascens al tron ducal
A la mort del seu pare, ocorreguda l'agost de 1580 fou nomenat duc de Savoia. Persona molt ambiciosa, continuà la política expansionista iniciada pels seus antecessors. Així, a la tardor de 1588, aprofitant-se de la guerra civil que va afeblir el regne de França durant el regnat d'Enric II de França, va ocupar el Marquesat de Saluzzo, que encara restava sota protecció francesa. El nou rei, Enric IV de França, va exigir la restitució d'aquestes terres, però Carles Manuel no l'hi va retornar, motiu pel qual va atacar el ducat de Savoia El conflicte va acabar amb la Pau de Vervins, signada el 2 de maig de 1598, que va deixar l'assumpte de Saluzzo sense resoldre. Després que el duc iniciés unes negociacions amb la Monarquia Hispànica Enric IV va declarar la guerra entre els dos territoris fins que la Pau de Lió, signada el 17 de gener de 1601, va comportar que Saluzzo definitivament passà a mans dels Savoia a canvi de la Senyoria de Bresse i d'altres territoris dels Alps.
El desembre de 1602 Carles Emmanuel va atacar la república protestant de Ginebra. L'intent d'atac de la ciutat va ser un fracàs desastrós, i 54 savoians van ser assassinats i molts més van ser capturats. L'èxit de defensa de les muralles de la ciutat per part de la milícia de Ginebra encara se celebra com un acte d'heroisme durant la festa anual de l'Escalade a Ginebra.
Amb el Tractat de Bruzolo, signat el 25 d'abril de 1610, Carles Manuel es va aliar amb el Regne de França contra la Monarquia Catòlica hispana, per tal de repartir-se les possessions hispanes a la península Itàlica. Amb l'assassinat d'Enric IV, però, la regent Maria de Mèdici no va voler acceptar les condicions del tractat. No obstant això, Carles Manuel va obtenir l'ajuda de les tropes franceses per a alliberar Alba dels espanyols (gener de 1617), i el nou rei Lluís XIII de França va reprendre l'aliança del seu pare amb Savoia, casant la seva germana Maria Cristina de França amb el fill de Carles Manuel, Víctor Amadeu de Savoia el 1619.
Amb l'ocupació francesa de Casale Monferrato durant la guerra de successió de Màntua, Carles Manuel es va aliar amb Felip IV de Castella, fet que ocasionà la invasió del Piemont i Susa per part de les tropes franceses sota ordre directe del Cardenal Richelieu i que comportà que abandonés la seva aliança amb la monarquia catòlica. Quan Felip IV de Castella va enviar dues forces invasores a Gènova i Como, Carles Manuel es va declarar neutral, i el 1630 Richelieu va ordenar a l'exèrcit francès retornar al Ducat de Savoia para forçar-lo a obeir els pactes, ocupant Pinerolo i Avligiana.
El duc, afectat per una febre violenta, va morir sobtadament a la població de Savigliano el 27 de juliol de 1630, sent enterrat posteriorment al Santuari de Vicoforte.

## Núpcies i descendents
Es casà l'11 de març de 1585 a la Catedral de Saragossa amb Caterina Micaela d'Espanya, filla del rei Felip II de Castella i Isabel de Valois. D'aquesta unió nasqueren:
- Felip Manuel de Savoia (1586-1605)
- Víctor Amadeu I de Savoia (1587-1637), duc de Savoia
- Manuel Filibert de Savoia (1588-1624)
- Margarida de Savoia (1589-1655), casada el 1608 amb Francesc IV de Màntua
- Elisabet de Savoia (1591-1626), casada el 1608 amb Alfons III de Mòdena
- Maurici de Savoia (1593-1657), cardenal
- Maria Apolònia de Savoia (1594-1656), religiosa
- Francesca Caterina (1595-1640), religiosa
- Tomàs Francesc de Savoia (1596-1656), iniciador de la branca Savoia-Carignano
- Joana de Savoia (1597)

A la mort de la seva esposa, ocorreguda el 1597, mai es va tornar a casar però va ser pare d'onze fills il·legítims.